# Charles H. Wright Museum of African American History
Charles H. Wright Museum of African American History is geschiedenismuseum in de Amerikaanse stad Detroit. Het museum opende in 1965 en vertelt de Afro-Amerikaanse geschiedenis aan de hand van voorwerpen, kunstobjecten en muziekgeschiedenis. In 1965 opende het museum onder de naam International Afro-American Museum. Twintig jaar later in 1985 werd de naam aangepast naar Museum of African American History. In 1997 kreeg het museum de huidige naam. Vernoemd naar Charles H. Wright, de oprichter van het museum.

## Afbeeldingen

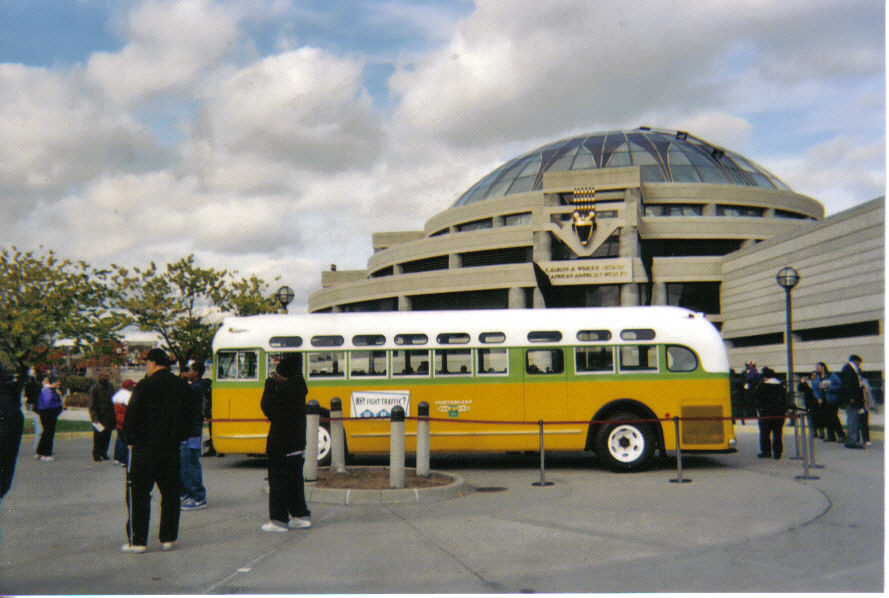
Museum in 2005
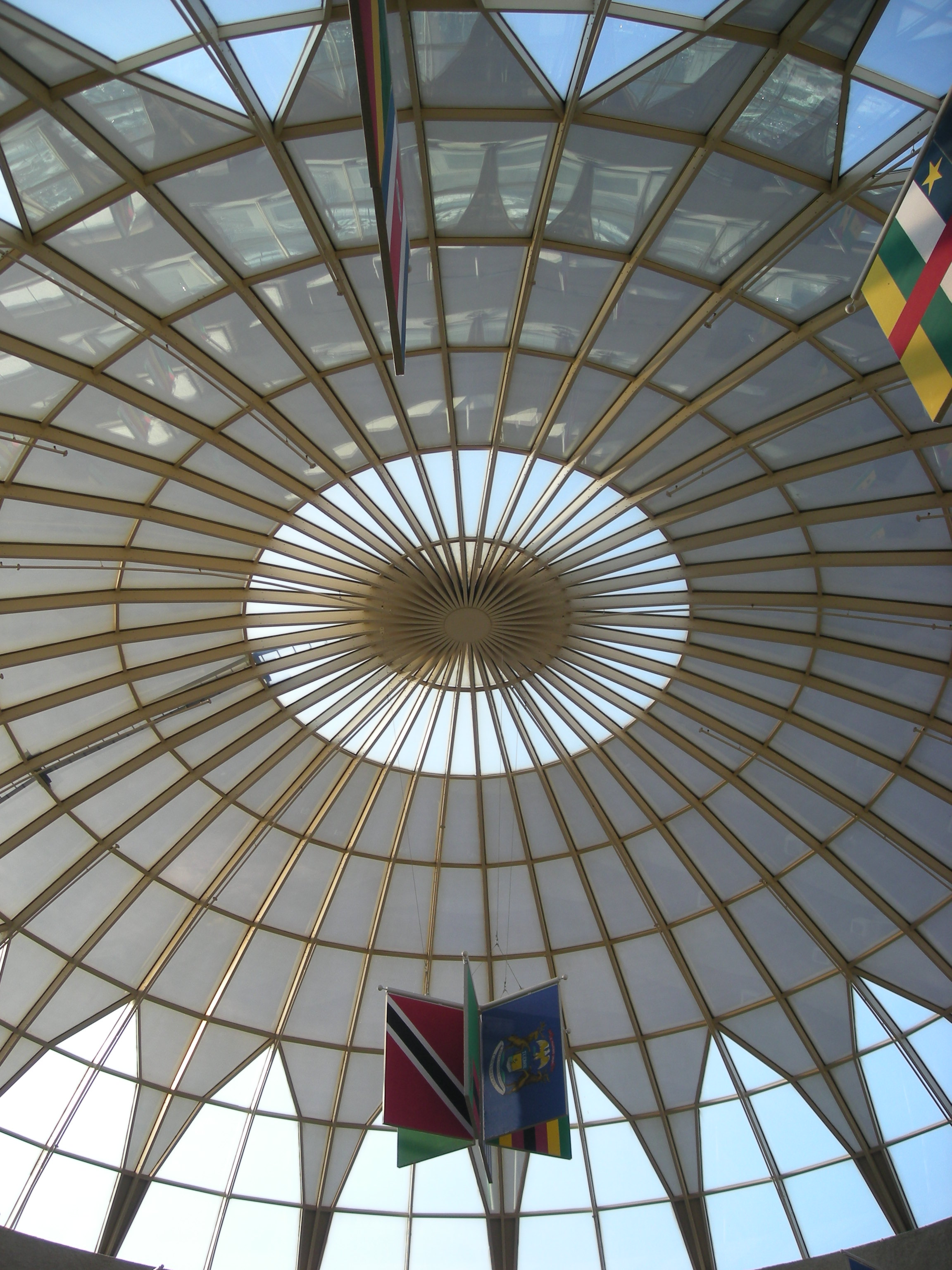
Interieur
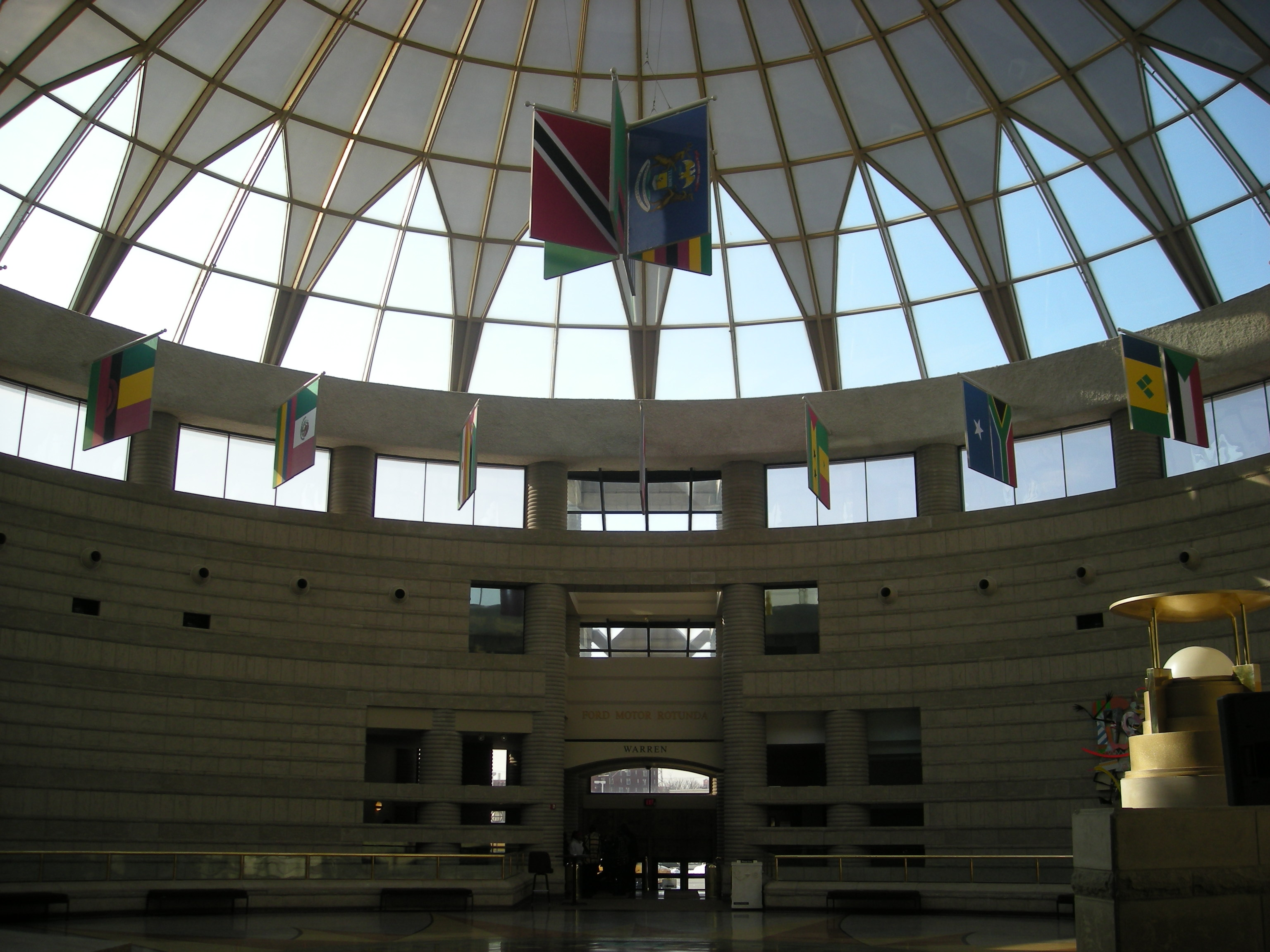